# صالح زكي الطائي
هو أبو أورخان الزعيم الركن صالح زكي الطائي، ضابط عسكري عراقي ولد في نهاية القرن 19 في مدينة الموصل، وبها نشأ وتعلم القرآن وهو صغير، ودرس في مدارسها وبعد حصولهِ على شهادة الإعدادية سافر إلى إسطنبول ودخل المدرسة الحربية وتخرج ضابطا، وعند انتهاء الحرب العالمية الأولى وزوال حكم الدولة العثمانية في العراق وتأسيس المملكة العراقية ألتحق بالجيش العراقي عند تأسيسهِ، وكان هو من الضباط الأوائل من مؤسسي فوج موسى الكاظم، مع المقدم الحاج سري والد العقيد رفعت الحاج سري.
لقد كان صالح زكي مرافقاً للملك غازي الأول وتدرج في مراكز الجيش حتى بلغ رتبة زعيم ركن، وآخر منصب لهُ كان مدير إدارة الجيش العراقي، ولكن بعد أحداث ثورة رشيد عالي الكيلاني في مايس 1941م، أحيل على التقاعد مع مجموعة من الضباط، واعتقل مدة ثم أطلق سراحه، وفي أواخر حياته أفتتح دكاناً في سوق الأعظمية يبيع فيها المواد الغذائية.

## وفاته
توفي الزعيم الركن صالح زكي في يوم 11 شعبان 1386 هـ/ 25 تشرين الثاني 1966م، وشيع بموكب كبير من داره لغاية مبنى جامع الإمام الأعظم، وتم دفنه في مقبرة الخيزران في الأعظمية.